# Dagerotyp (czasopismo)
Dagerotyp. Studia z historii i teorii fotografii – czasopismo poświęconym związkom fotografii ze sztuką, będącym kontynuacją pisma Dagerotyp, ukazującego się w latach 1993–2015. Organ Stowarzyszenia Historyków Fotografii.

## Charakterystyka
Dagerotyp. Studia z historii i teorii fotografii jest czasopismem ukazującym się od 2018 – staraniem Stowarzyszenia Historyków Fotografii, wydawanym we współpracy z Polskim Instytutem Studiów nad Sztuką Świata oraz Muzeum Fotografii w Krakowie. Jest pismem naukowym poświęconym (między innymi) zagadnieniom z historii fotografii oraz teorii fotografii – pismem ocierającym się o interpretacje z zakresu fotografii artystycznej, socjologicznej. Jest pismem poświęconym teorii fotografii z postrzeganiem technicznych, technologicznych aspektów fotografii. Czasopismo wydawane jest w wersji polskojęzycznej oraz anglojęzycznej.

## Redakcja
- Małgorzata Maria Grąbczewska – redaktorka naczelna;
- Weronika Kobylińska-Bunsch – zastępczyni redaktora naczelnego;
- Barbara Kosińska-Filocha – sekretarzyni;
- Magdalena Furmanik-Kowalska;
- Marek Janczyk;

Źródło.